# Cannabis

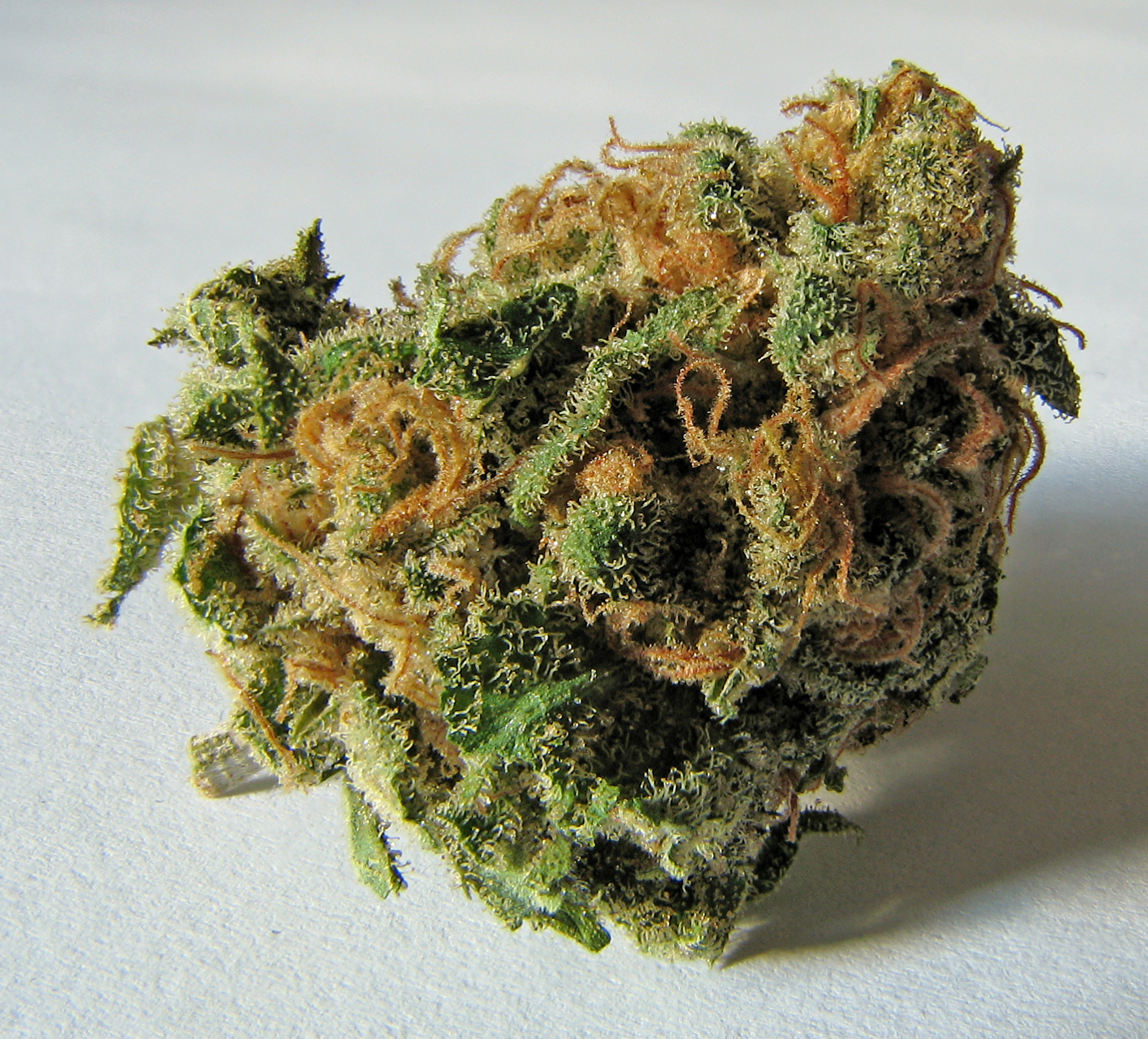
Torkad blomställning från hampa, Cannabis sativa (L.), med bladen avklippta.

Cannabis (även känt som marijuana i växtform och hasch som är hoppressade trikomer från cannabisplantan) är den psykoaktiva drog som utvinns från plantor i växtsläktet Cannabis i medicinskt eller i rekreationssyfte. Av totalt 483 kända aktiva komponenter i cannabis utgörs den största av tetrahydrocannabinol (THC). Minst 84 stycken är andra cannabinoider, som cannabidiol (CBD), cannabinol (CBN), tetrahydrocannabivarin (THCV) och cannabigerol (CBG).
Cannabis ger både psykiska och fysiska effekter på människan, däribland en känsla av att man är "hög" eller "stenad", förändringar av perceptionsförmågan, höjd sinnesstämning, och en ökad aptit. Vid rökning börjar ruset märkas inom några minuter, i tillagad form eller vid direkt intag vid omkring 30–60 minuter. Ruset brukar verka i två till sex timmar. Kortvariga biverkningar innefattar ett nedsatt korttidsminne, muntorrhet, försämrad motorik, röda ögon samt en upplevd paranoia eller ångest. På längre sikt kan cannabis leda till beroende, till en sämre mental förmåga för dem som började använda drogen som tonåringar samt till beteendestörningar hos de barn vars mödrar använt cannabis under graviditeten. 
Cannabis används främst i rekreationssyfte eller som medicinalväxt men ibland används den även i religiösa sammanhang. År 2013 använde mellan 128 och 232 miljoner människor cannabis (2,7–4,9 procent av jordens befolkning i åldrarna 15–65). Det är världens mest använda illegala drog. År 2018 var de länder som hade flest användare bland vuxna Zambia, USA, Kanada och Nigeria. År 2016 hade 51 procent av USA:s befolkning, vid något tillfälle, använt cannabis; 12 procent hade använt drogen under det senaste året och 7,3 procent under den senaste månaden. 
Det äldsta dokumenterade användandet går tillbaka ända till 2800-talet f.Kr. i kejsaren av Kina Shennongs farmakopé. Användandet har ökat sen 1900-talets början och drogen har som följd blivit juridiskt reglerad. Innehav, användning och försäljning av cannabis är olagligt i de flesta av världens länder. Termen medicinsk cannabis refererar till den cannabis som skrivs ut av läkare, något som är tillåtet i Kanada, Belgien, Australien, Nederländerna, Tyskland, Spanien och  31 amerikanska delstater.
År 2013 blev Uruguay det första landet som legaliserade cannabis för rekreativ användning. År 2018 legaliserades cannabis i Sydafrika och Kanada.

## Växten
Familjen hampväxter, i vilken släktet Cannabis ingår, är mycket härdiga, snabbväxande växter som klarar av de flesta klimat och höjder upp till 3 000 meter över havet. Människor har, förutom som berusningsmedel, använt hampa för så vitt skilda ändamål som tillverkning av rep och textilier, fågelfrö, energigröda och som medicin.
Honplantans blommor och de små blad som växer i klasar med honblommor är särskilt rika på trikomer, som utsöndrar en kåda rik på milt hallucinogena, psykoaktiva och fysiologiskt aktiva kemikalier, kallade cannabinoider. Det finns ett 60-tal cannabinoider, varav THC och cannabidiol är de främsta. De vanligaste produkterna som innehåller cannabinoider och som används i berusningssyfte är marijuana (torkade honblomställningar) och hasch (sammanpressad kåda). Mindre vanligt förekommande är den eteriska hascholjan, som antingen inandas som ånga efter upphettning, äts eller dricks.
Växtformen består oftast av torkade mogna honblommor. Kådformen, som i dagligt tal kallas hasch, består primärt av trikomer, som växten fyllt med kåda som försvar mot predation, ihopsamlade från samma plantmaterial. Den mest kända biologiskt aktiva kemiska komponenten i cannabis är Δ9-tetrahydrocannabinol, ofta benämnt THC. THC har psykoaktiva och fysiologiska effekter när det konsumeras, oftast genom rökning eller genom oralt upptag.
Cannabis räknas som ett hormonstörande ämne hos djur.

### Användning och distributionsformer
Det vanligaste sättet att konsumera cannabis är genom rökning, antingen rullat i papper till en joint eller stoppat i pipa, bong, chillum eller tjiubang. Ett annat sätt är att vaporisera cannabisen, i en vaporizer förångas de verksamma substanserna som sen kan inhaleras.  Cannabis kan även intas oralt genom att ingå i bakverk, maträtter eller som dryck.[källa behövs]

### Marijuana
Marijuana är torkade honblommor och toppblad. Färgerna kan vara allt från grönt, gulgrönt och gråbrunt till gult. En del odlas i Sverige, men mycket importeras från Danmark och Holland. Slangord för marijuana är maja, jazztobak, gräs, grälle, grönt, ört, weed, ganja, brass, braj, reefer, röka eller mary jane. Slangord för en joint kan till exempel vara spliff, puff, holk, feting, palt, en fet, jolle, gås, hooging eller hövding.

### Hasch

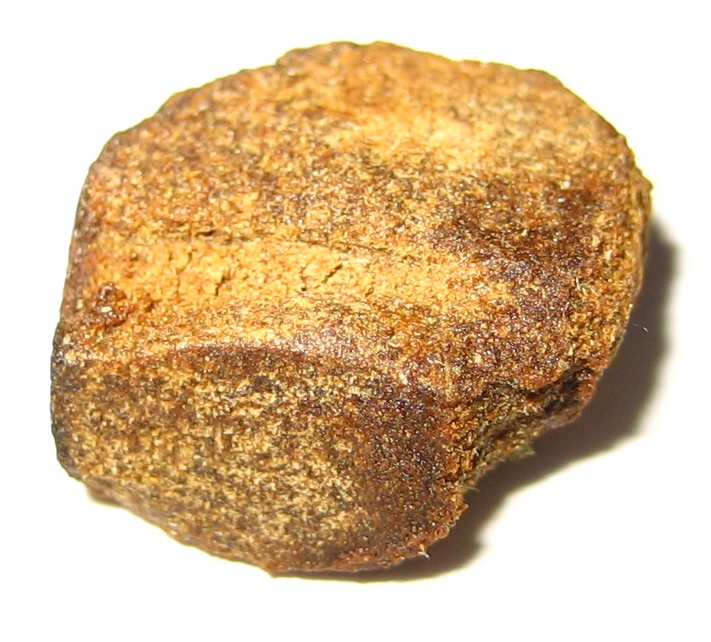
Hasch.

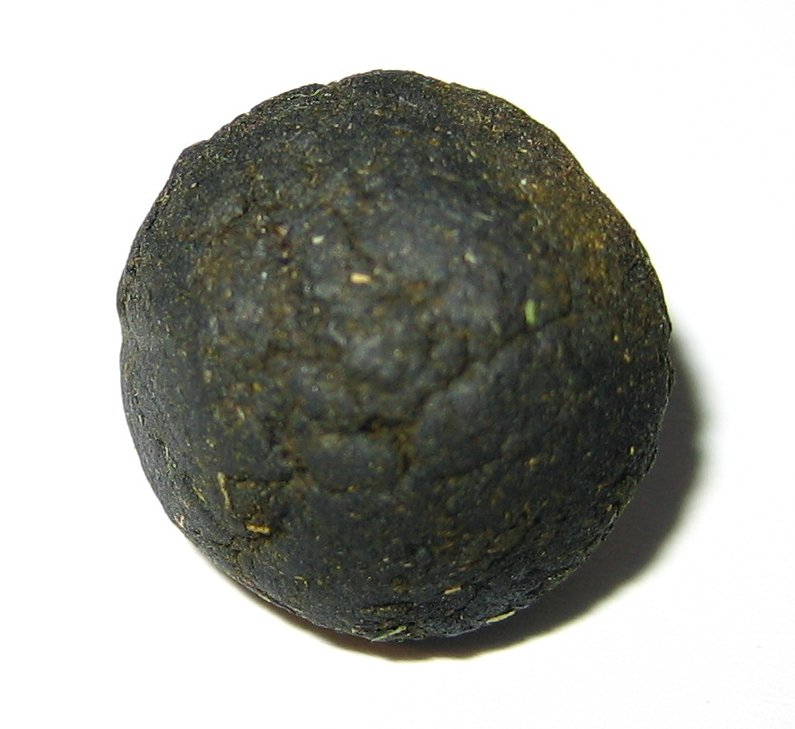
Hampaextrakt.

Hasch är pressad kåda med ett varierande innehåll av andra växtdelar. Färgen varierar från ljusbrun till svart. Konsistensen varierar från hård och spröd till mjuk och formbar. Både färg och konsistens varierar beroende på kvalitet och teknik av extrahering och pressade/knådande. Hasch tillverkas främst av anledningen att det är kompakt, potent och kan lagras lång tid utan att förstöras av luft och ljus. Hasch är det vanligaste hampapreparatet i Sverige och går ofta under slanguttryck som böj, töj, brunt, braj och brass. Det mesta hasch som kommer till den illegala marknaden i Europa kommer från illegala odlingar i Marocko. Typiskt marockanskt hasch är ljust, hårt och relativt svagt (populärt kallat marockan eller standard). Afghanistan, Nepal och Libanon står också för en viss haschproduktion. Hasch från dessa platser är ofta mörkare och mjukare (Svart afghan).
Idealt är hasch ingenting annat än sammanpressade trikomer. I praktiken är dock hasch alltid förorenat av andra växtdelar, olika mycket beroende på tillverkningsmetod. I storskalig haschtillverkning siktas krossade, torkade och kylda trimningar (blad) och blommor från cannabisplantan genom ett finmaskigt nät. Det som ramlar igenom nätet tas tillvara och pressas ihop till en platt kaka. Resultatet blir i de flesta fall hasch av låg kvalitet med mycket föroreningar. Potentare hasch kan göras genom att låta kådan från färska växter klibba fast vid något, till exempel genom att rulla dem mellan händerna eller mot en blank duk. Det som fastnar kan sedan skrapas av och torkas.
På senare år har en ny metod blivit populär. Trimningar och blommor torkas, krossas och läggs i isvatten. Blandningen skakas eller vispas så att trikomerna lossnar. Vattnets låga temperatur hindrar dem från att klibba ihop och därför kan de små trikomerna skiljas från övrigt växtmaterial genom filtrering. Metoden kallas för att isolera hasch och ger en potent och ren produkt som behöver en jämförelsevis liten mängd utgångsmaterial.

### Hampaextrakt

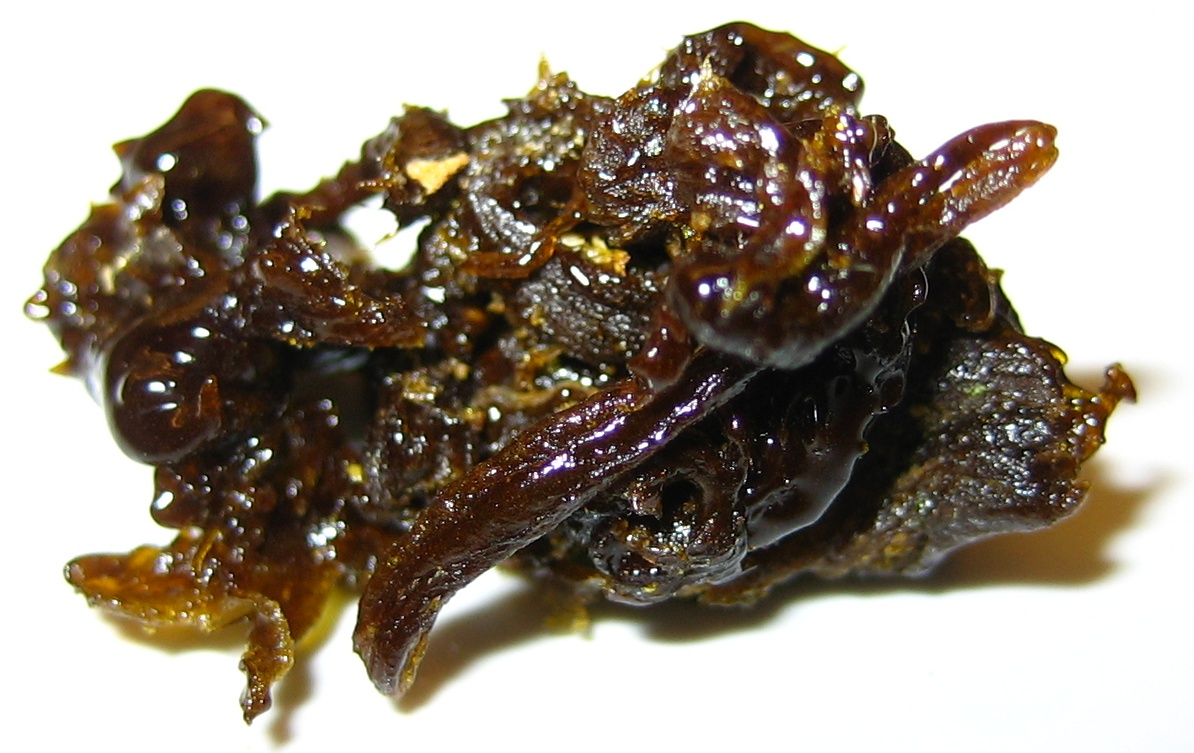
Hampaextrakt.

Hampaextrakt hascholja är extrakt av cannabis. Hascholja kan vara missvisande då hampaextrakt inte är hasch och sällan görs av hasch, även om likheterna är stora. Konsistensen varierar från tjockflytande vätska till seg massa och färgen är brun till svart. Med upp till 70 % THC-halt är hampaextrakt den starkaste sortens cannabispreparat. Styrkan är dock helt beroende av råmaterialet; starkast blir det som görs av cannabis med hög THC-halt medan extrakt gjort på hanblad inte är starkare än svagt hasch.
Hampaextrakt görs av någon form av cannabisråvara, allt från stjälkar och blad till blommor och hasch, som sedan får dra i lösningsmedel för att sedan filtreras bort. Lösningsmedlet får därefter avdunsta och lämna kvar slutprodukten. Man kan "vispa" oljan för att få en smörliknande produkt eller låta växtsmulor stanna kvar för att ge en fastare och mer hanterbar konsistens.

### Förändrad THC-halt
Medveten förädling har ökat halten THC i cannabisplantor med ca 2 % sedan 1950. Sedan början av 1960-talet har THC-halten i den cannabis som säljs ökat genom växtförädling och nya odlingstekniker; ökningen har varit speciellt stor de senaste 10 åren. I en FN-rapport talas om The New Cannabis. Kring 1961 ansågs 5 % THC vara ett normalt värde. Marijuana i USA kunde på 1980-talet ha så låg THC-halt som under 2 %; denna marijuana finns fortfarande idag. Mellan 15 och 20 % räknas som en hög THC-halt. I Nederländerna ökade THC-halten i cannabis från 9 % till 18 % mellan åren 1998 och 2005. 
Fröna drivs för det mesta under kontrollerade och optimerade förhållanden, med speciallampor och gödsling av entusiaster eller professionella odlare i källare eller på vindar. Resultatet är ett mycket potent marijuana som till och med kan vara starkare än sekunda hasch. 
En högre THC-halt leder enligt ett holländskt dubbelblindtest till en starkare påverkan. De som lider största risk för menliga effekter av detta är unga brukare som strävar efter att bli så höga som möjligt, medan det för mer erfarna användare som strävar efter ett "stabilt rus" är mindre relevant (de röker helt enkelt mindre när cannabisen blir starkare).
Enligt en undersökningar av marijuana såld i USA ökade den genomsnittliga THC-halten från 3,5 % år 1988 till 8,5 % år 2006.
I syntetisk cannabismedicin ingår för det mesta enbart THC. Endast delta-8-THC kan framställas syntetiskt, då syntetiskt framställd delta-9-THC är alltför instabil. Verkningsgraden är ungefär 70 % av naturligt THC.

## Historia
Cannabisplantan har sitt ursprung i Centralasien. Det första vävda plagget var gjort av hampa och daterar sig bak omkring 10 000 år. Det var i Kina plantan först började odlas, för över 6 000 år sedan. Användningsområdena sträckte sig över matolja, djurfoder, fiberutvinning och medicin.
Det är osäkert när man började röka cannabis i Indien. Första gången dess användning som drog nämns i skrift är i Indien där den milt narkotiska drycken bhang förekommer i Atharva Veda som dateras till 2 000–1 400 f.Kr. Drycken bereds av torkade cannabisblad, frön och stjälkar från cannabisplantor av både han- och honkön, såväl vilda som odlade. Den är ofta smaksatt med socker och svartpeppar blandat med mjölk eller vatten. Ganja består av de THC-rika blomknopparna från odlade honplantor som torkas. Charas är den rena kådan utvunnen ur cannabis, motsvarande hasch.
I sin svagaste form, bhang, accepterades drogen i samhället medan bruk av nämnda charas sågs på med förakt och misstänksamhet och något som underklass och kriminella höll på med. Medicinsk litteratur från denna tid nämner att cannabis bland annat användes vid behandling av epilepsi och för smärtlindring.
Man vet inte när cannabis först kom till Europa, men förmodligen var det nomader som förde det med sig från Centralasien. Mest intressant var grödan för dess fibers skull, men Herodotos skriver i sin Historia från 500-talet f.Kr. om skyter som hellre än att bada i vatten badade i heta ångbad av rykande hampafrön, så de "tjuter av fröjd".

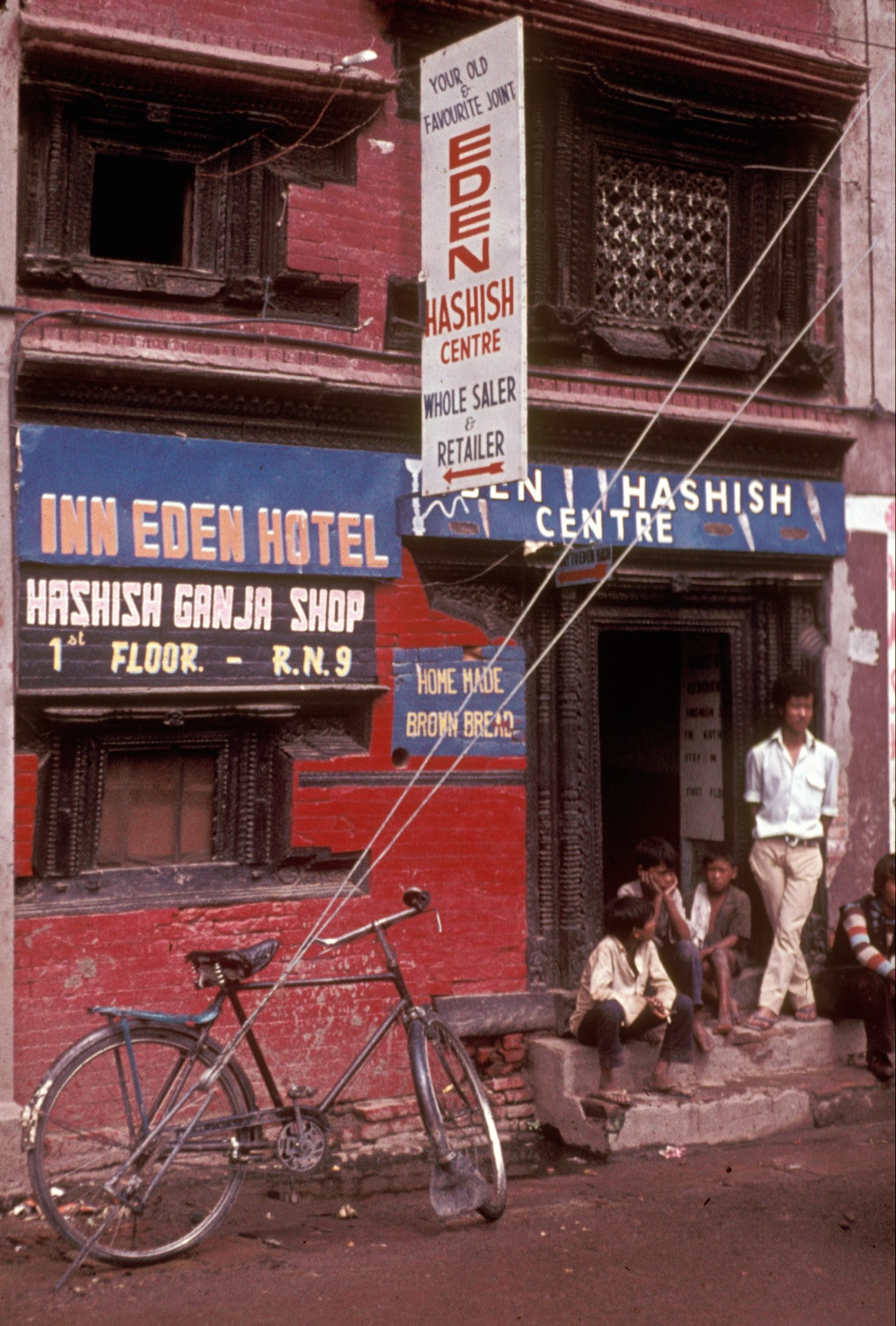
Haschaffär i Katmandu år 1973, före lagstiftning om cannabis.

Araberna skall ha lärt sig om cannabis narkotiska egenskaper av grekiska lärda i botanik och medicin, samt mer direkt genom handel med Indien via Iran. Det finns en folklig tradition enligt vilken en indisk pilgrim visat perserna växtens drogegenskaper på 500-talet. Några forskare tror dock att användningen i mellersta östern är mycket äldre än så och pekar på passager i Gamla Testamentets hebreiska text och den arameiska översättningen som kan tolkas som referenser till cannabiskonsumtion.
Cannabis som drog sågs ofta med misstro av de ortodoxa muslimska myndigheterna, delvis på grund av att den förknippades med sufismen - en mystisk rörelse inom islam. Försök att stävja odlingen misslyckades och på 1300-talet var haschish väl etablerat i den muslimska världen. Innan dess hade arabiska handelsmän fört bruket av cannabis till Östafrika, där det spred sig till de centrala och södra regionerna.

### 1500–1800
Cannabis var känt i större delen av den gamla världen när Christofer Columbus lämnade Spanien med regling av hamparep. Från 1500-talet odlade spanjorerna cannabis i sina kolonier, liksom fransmännen och engelsmännen. För européerna var hampan intressant främst för sina fibrer, och de avfärdade alla tankar på några andra användningsområden. Något som bland annat visade sig i att den europeiska hampan, botaniskt oskiljbar från den indiska hampan, inte heller förädlats till att ha samma uttalade narkotiska egenskaper som den indiska varianten. Från omkring 1 000 år f.Kr. fram mot slutet av 1800-talet var hampa en av de viktigaste och mest odlade kulturgrödorna. Hampa stod för en majoritet av jordens alla fibrer, tyg, lampolja, papper, rökelse och medicin.
De portugisiska kolonisatörerna förde angolanska slavar till Brasilien. Med slavarna kom frön och Brasilien har dokumenterade odlingar från 1549. Plantageägarna lät slavarna röka sin maconha men höll sig själva till tobak. Snart började indianer och andra i de rurala områdena bruka cannabis och så småningom även fabriksarbetare. Det var förutom för en del lärda inom prästerskapet främst en drog för de fattiga klasserna, precis som i den gamla världen.
Eftersom Storbritannien och Frankrike tog sina slavar från Västafrika, dit cannabis då inte hade spridit sig, fick bruket aldrig någon vidare spridning i Nordamerika, trots att odlingarna där i allmänhet var bättre och större. Den tidigaste kända cannabislagen är från 1619, då man i Virginia lagstadgade att varje lantbrukare måste odla hampa på sin mark, för att få fibrer till rep, papper och så vidare.
Cannabis psykoaktiva egenskaper hos indisk hampa, även kallad hasch, uppmärksammades i Europa på 1600-talet. I konstnärliga kretsar, och kanske framför allt i Frankrike, betonades de medvetandeförändrande egenskaperna.

### 1800–1900
På 1800-talet inrättades speciella haschklubbar i Paris, där bland andra Charles Baudelaire och Alexandre Dumas var medlemmar. De intog cannabis i formen av en sylt de bredde på bröd.
Samtidigt uppmärksammade William Brooke O'Shaughnessy cannabis medicinska användningsområden och beskrev vetenskapligt vad han uppmärksammat under sin tid i Indien. På 1800-talet ingick indisk hampa i de flesta så kallade patentmediciner för användning mot alla möjliga åkommor. Några patent fanns inte, men medlen hade i de flesta fall ett hemligt innehåll och marknadsfördes under fantasifulla namn, till ex via annonser i tidningar. Detta ledde i USA från år 1860 och framåt till en rad lokala lagar om att förpackningarna måste förses med en varningstext om att innehåller kunde vara skadligt eller ett gift.
Till Västindien kom bruket först efter slaveriets avskaffande, under senare delen av 1800-talet och i början av 1900-talet, då plantageägare förde kontraktsbundna indiska arbetare till Karibien som tog med sig bruket av cannabis. Rastafarirörelsen är intimt förknippad med cannabisbruk. Marijuana röktes och var integrerad i matlagningen på Jamaica långt innan rastafari började predikas på 1930-talet. Det är inte känt exakt när rastafarianer började hävda att cannabis är en helig växt och att intaget av den är ett sakrament, men det sena 1940-talets rastafarikultur var associerad med marijuanarökning på Pinnacle, en samfällighet och boendekollektiv som grundats av den tidiga rastapredikanten Leonard Howell. Då hade den brittiska kolonialmakten redan förbjudit cannabis, det 1963 självständiga Jamaica behöll förbudet, och polisen gjorde regelbundet razzior i rastafaribosättningar långt in på 1980-talet. Rastafarianer ser cannabis som en sakramental och djupt välgörande växt som omnämns som Livets Träd i Bibeln. Man brukar citera Uppenbarelseboken 22: 2, som säger att trädets löv är till för läkning av nationerna. Rökning av cannabis, särskilt med långskaftade vattenpipor kallade chalices, är sedan 1940-talets slut ett måste i de religiösa sammankomster som rastafarianer kallar "reasoning sessions" där medlemmarna samlas för att diskutera livet ur rastafarianskt perspektiv. De ser användandet av marijuana som ett sätt att föra dem närmare Gud (Jah) och hävdar att den som röker örten kan se sanningen tydligare och avslöja Babylons (den vita Västvärldens) lögner och konspirationer. Effekten av rökningen är som om ullen dras bort från ögonen och korruptionen bränns bort ur hjärtat. Jamaica ses som en del av Babylon, och Livets Träd är enligt Uppenbarelseboken 22:2 och Hesekiel 47:12 något som växer i Edens lustgård eller i Det heliga landet (Zion). Marijuana borde inte enligt rastafarianernas bibelsyn kunna växa i Babylon, i det onda Jamaica. Att det ändå gör det brukar förklaras med att det är en gåva från Gud (Jah) till de plågade slavättlingarna i Amerika. Denna gåva ska öka de svartas medvetenhet och öppna deras ögon för en repatriering till Zion: Etiopien eller Afrika i allmänhet. Rastafarianer tolkar Bibeln symboliskt och personligt – det man är ense om är att Bibeln är förvanskad av den vita, västerländska civilisationen och att översättningen till engelska är full av språkliga fel. Genom meditation med eller utan cannabis är det möjligt att urskilja originalbibelns dolda budskap.

### 1900-talet – idag
Till sydvästra USA kom bruket av marijuana genom mexikanska invandrare i början på 1900-talet. Men innan dess hade cannabis (indisk hampa) ingått i flera så kallade patentmediciner. Många av invandrarna tog arbete längs järnvägen och bruket spreds över delar av Mellanvästern ända upp till Chicago. På 1910-talet hade sjömän tagit bruket till New Orleans; därifrån spred den sig norr, längs floderna och längs kusten. När jazzmusiken uppstod kom den i mångt att förknippas med marijuana och synd. Vanan att inta droger genom lungorna, som kommit med bruket av tobak, gjorde cannabis lätt att ta till sig för den rökningsvana västvärlden.
Genom Nationernas förbund och andra opiumkonferensens förtjänst blev indisk hampa en reglerad växt för att minska konsumtionen av cannabis som drog. I USA kom den första restriktionerna för försäljning av cannabis redan år 1906 i District of Columbia; allt fler delstater följde efter och en federal lagstiftning, en lag som gällde i alla delstater, antogs år 1937. Trots detta ökade sakta mängden brukare av marijuana och hasch i västvärlden, för att explodera på 1960-talet under nya långväga turismen med jetflygets ankomst; som backpacker kunde man också möta ganjarökande gurus i Indien och på annat håll. Invandring från områden med utvecklad cannabiskultur och uppkomsten av en mängd nya ungdomskulturer som inkluderade drogbruk är viktiga beståndsdelar. En annan orsak var också användningens ofta romantisering i populärkulturen.
Cannabis har många smeknamn, bland annat "Weed", "grönt", "Mary Jane", "gräs" eller "ganja". FN räknar med att ungefär 4 procent av jordens vuxna befolkning använder cannabis minst en gång per år och 0,6 procent använder cannabis dagligen.

## Omfattning och juridisk status

Cannabis juridiska status i världen
Lagligt
Olagligt men avkriminaliserat
Olagligt men lagar vanligen inte implementerade
Olagligt

### Andra opiumkonferensen 1925
Egypten blev år 1892 det första land som förbjöd kultivering och bruk av cannabis. Det till det Brittiska Imperiet tillhörande Kejsardömet Indien hade 1912 ökat exporten av cannabis till Främre Orienten och Sydafrika sedan opium till följd av den första opiumkonferensen råkat i dålig dager och exporten därav därmed sjönk.
1923 sände Sydafrikas regering en begäran till Nationernas Förbund att Indisk hampa skulle betraktas som en beroendeframkallande narkotisk drog och tas med i Haagkonventionen. The Advisory Committee behandlade frågan och anmodade regeringarna att tillhandahålla information om produktion, användning, trafik och sina observationer om frågan samt rekommenderade att Indisk hampa skulle tas upp på dagordningen för den andra opiumkonferensen i Genève 1925. Turkiet och Egypten, drev också på om att cannabis skulle tas med i Haagkonventionen. Innan dess hade cannabis varit helt oreglerad och därmed laglig på de flesta håll. Värt att nämnas är att både Egyptens och Turkiets överlägset viktigaste exportvara var just bomull, en växt som till skillnad från hampa kräver speciella växtförhållanden och inte är lika lättodlad som hampa.
Enligt ett samtida referat, av professor W.W. Willoughby, en amerikan som arbetade som expert åt den kinesiska delegationen, behandlades frågan om cannabis under flera sessioner och i olika dokument. Stor betydelse fick en föredragning av den egyptiske delegaten Mohamed El Guindy som bland annat beskrev tillstånd av akut och kronisk "hashishism", det senare ett tillstånd som El Guindy menade uppkommer vid vanemässigt bruk. Vidare ansåg El Guindy att det var en drog som i små doser skapar angenäma upplevelser, men som i stora doser upplevs som obehagligt och hämmande.
I sitt inledande tal deklarerade El Guindy att så mycket som 30 till 60 procent av alla fall av "vansinne" var orsakade av konsumtion av hashish. I ett officiellt meddelande som lämnades till delegationen till stöd för El Guindys påståenden kunde man läsa att andelen vansinnesfall som orsakats av hashish var så hög som 70 procent.
Den egyptiske delegatens fördragning och förslag möttes med starkt gillande av den kinesiska och den amerikanska delegationen. Förslaget mötte kritik från Indien som dock lovade att hjälpa till med att begränsa sin export av cannabis med hjälp av ett certifikatsystem. En särskild subkommitté tillsattes som sedan utarbetade det förslag till kompromiss som sedan antogs. Bara tre länder röstade mot förslaget. Indisk hampa klassades som narkotika och de stater som var medlemmar i Nationernas Förbund förband sig bland annat att förbjuda export av cannabis till stater som förbjudit import. Respektive lands regering skulle dock ha möjlighet att utfärda importlicenser som visade att importen var godkänd och begärd exklusivt för medicinska eller vetenskapliga ändamål.

### Europa
Cannabishandeln utgör med marginal den mest omfattande drogmarknaden i EU. Under 2010-talet ökade styrkan i både cannabisextrakt och växtform. Cannabissmuggling utgör en betydande inkomstkälla för en stor mängd kriminella nätverk. Huvudsakligen utgör inomhusodling i EU-länder den största källan till konsumtion av cannabis i växtform inom EU. Marocko är den huvudsakliga källan till cannabisextrakt som smugglas till EU och Albanien är en betydande källa. En stor andel av allvarlig våldsbrottslighet som rapporteras till Europol har sin upprinnelse i droghandel och cannabishandel i synnerhet.

#### Nederländerna
I Nederländerna är bruk inte kriminaliserat och även om cannabis är olagligt så är innehav av upp till 5 gram av marijuana eller hasch samt viss reglerad försäljning till personer som fyllt 18 år i så kallade coffeeshops tillåtet. Övrig försäljning, odling av cannabis och hascholja är olagligt. I Nederländerna ses cannabis främst som ett folkhälsoproblem, men inte olikt alkohol eller tobak. Ett av huvudargumenten till den förda liberala politiken var ett på 1960-talet kraftigt ökande heroinmissbruk, ett bruk man ville stoppa accelerationen på, medan cannabis sågs som i det närmaste harmlöst i sammanhanget. Man särskilde cannabis, en lätt drog, från tyngre droger som dras med "oacceptabla risker". Förhoppningen var att en cannabiskultur med sociala normer kring bruk skulle uppstå och ett sunt förhållningssätt till cannabis spridas bland brukarna, samtidigt som de inte skulle bli frestade av "tyngre" droger.[källa behövs]
Nederländernas förhållandevis tillåtande inställning mot cannabis, och en del andra droger, har bidragit även gjort landet till ett mål för drogturism och massiv småskalig smuggling vid gränserna. De senaste åren har flera åtgärder vidtagits vars syfte är att minska försäljningen av cannabis. Då så kallade coffee shops bara får sälja 5 gram marijuana eller hasch sammanlagt har gränskommuner försökt minska antalet coffee shops, då självbehovssmugglare behöver besöka flera coffeeshops för att komma upp i de större mängder som ekonomiskt kan berättiga en resa. Även andra åtgärder har vidtagits: i Rotterdam och Amsterdam har borgmästaren beslutat att alla coffee shops inom 200 meter från en skola skall stängas under år 2009.[källa behövs]
Den i vissa delar tillåtande inställningen omfattar inte handel med heroin och opiater, som ses som mycket allvarliga brott. Straffskalan går ända upp till 12 års fängelse för ett import eller export av sådana droger. Nederländerna använder jämförelsevis mycket resurser på att bekämpa det som enligt deras lagstiftning är förbjuden handel med narkotika, mest av alla länder inom EU.[källa behövs]
Nederländerna rapporterar trots sin legala hållning inte högst andel regelbundna cannabiskonsumenter i ett europeiskt perspektiv. EMCDDA, ett EU-organ för drogrelaterad statistik, har statistik om hur stor befolkningsandel som har ett problematiskt drogmissbruk; löst definierat som någon som injicerar droger eller lever i ett långvarigt missbruk av opiater och/eller någon form av centralstimulatia.

#### Sverige
Sverige fick aldrig någon egen konsumtionskultur bland intellektuella som delar av Europa, men indisk hampa förekom som råvara i olika medicinska tinkturer. Mellan 1869 och 1950 fanns cannabis på apotek i Sverige. Till Sverige kom bruket att röka cannabis först med jazzmusiken men spridningen var mycket begränsad. Cannabiskonsumtionen tog fart först på 1960-talet och kunde ibland förekomma öppet. Bland backpackers på genomresa och hippies och mods förekom mycket hasch.
Senare hälften av 1960-talet omtalas som drogens etableringsperiod då bruket ökade snabbt. Myndigheterna reagerade från år 1969 och framåt med mer polisinsatser och successivt allt mer skärpta straff, till en början i första hand riktat mot ökad försäljning av amfetamin. På några år ökade maximistraffet för innehav och försäljning av stora mängder narkotika från två till tio års fängelse. Andelen unga som experimenterade med droger kulminerade kring ungdomsarbetslöshetstoppen 1971–1972. Enligt de årliga enkäterna i skolans årskurs nio kom kulmen i användning för flickor år 1971 med 16 %, för pojkar året efter vid 15 %. Därefter sjönk intresset att testa droger bland niondeklassare, ojämnt men i stark överensstämmelse med ungdomsarbetslösheten. Hasch sågs inte som så allvarligt under 1960- och i början av 1970-talet, men mot slutet av det senare årtiondet började även narkotikainnehav i små mängder bekämpas mer konsekvent; bland annat justerade riksåklagaren kontinuerligt ned gränsen för straffunderlåtelse av innehav för eget bruk för att till slut upphöra med sådana rekommendationer över huvud taget. I slutet av 80-talet blev även bruk av cannabis, liksom all annan narkotika, i sig olagligt. Lagändringen fick dock till en början i huvudsak bara en symbolisk betydelse; det dröjde ett antal år innan vanliga poliser började få någon utbildning om yttre kännetecken på narkotikapåverkan.
1993 infördes sex månaders fängelse som maxstraff för innehav av cannabis och andra ringa narkotikabrott men på grund av  prejudikat i Högsta domstolen har ingen dömts till fängelse enbart för eget bruk av cannabis. Att fängelse finns med som maxstraff i straffskalan har dock stor praktiskt betydelse genom att det ger polisen laglig rätt att utföra kroppsbesiktning (i praktiken blod- eller urinprov) redan vid misstanke om innehav för eget bruk eller användning av cannabis. Oavsett om det beror på den restriktiva politiken eller mer komplexa sociokulturella skäl är Sverige ett av de länder med lägst andel rapporterade cannabisanvändare inom Europa.
Smuggling av cannabis anse  vara en viktig inkomstkälla för de många kriminella nätverk som RPS har kartlagt.  En genomsökning av fordon räknas som husrannsakan och kräver för varje enskild bil beslut från åklagare. Ett drogtest av bilföraren får dock genomföras av polisen utan beslut om husrannsakan om föraren visar yttre tecken på drogpåverkan. På senare år har polisen prioriterat drogtester av bilförare.
2024 infördes en  ny lag som innebär  är att pengar och värdeföremål som inte kan förklaras med legala inkomster kan förverkas utan att ägaren binds till att ha begått brott.

### USA
Redan 1906 infördes restriktioner mot försäljning av cannabis i District of Columbia där huvudstaden Washington, D.C. ligger. New York City följde efter 1914. Efterhand kom lagar mot cannabis i flera delstater. Ett viktigt steg var utarbetandet av The Uniform Narcotic Drug Act, vars första version kom 1925 och femte version 1932. Cannabis omnämns redan i det första utkastet. Detta dokument var ingen lag utan den var resultatet av ett samarbete i en kommission med två kommissionärer från varje delstat med uppdraget att få fram ett förslag till enhetlig lagstiftning på delstatsnivå mot beroendeframkallande droger som gav större befogenhet för den lokala polisen. Inspirerade av arbetet med The Uniform Narcotic Drug Act och den Andra opiumkonferensens beslut antog alla delstaterna lagar som riktade sig mot användningen av cannabis som rekreationell drog.
I USA, som inte var med i Nationernas Förbund och därmed inte bundna av Andra opiumkonferensens beslut, var även de federala myndigheterna oroade över det ökande bruket av cannabis.  1930 finansierade den amerikanska regeringen Silerkommissionens studie av följderna av marijuanarökning bland amerikanska militärer i Panama. Kommissionen kom fram till var att marijuana är oproblematiskt och att konsumtion därav inte borde kriminaliseras. Den rekommendationen motarbetades av Harry J. Anslinger som år 1930 blev utnämnd av Herbert Hoovers finansminister Andrew Mellon till överhuvud för den nya statliga drogmyndigheten FBN (Federal Bureau of Narcotics), tidig föregångare till dagens DEA. President Franklin D. Roosevelt  stödde år 1935 offentligt The Uniform State Narcotic Act och den Andra opiumkonferensens beslut att begränsa handeln med cannabis. Anslinger var sedan chef för FBN fram till år 1962.
USA:s jordbruksdepartement hade år 1916 publicerat en rapport som förutspådde ökad odling av hampa för att den vedartade kärnan i hampa skulle vara en lämplig råvara för papper. Men det visade sig vara en överdrift, senare forskning och försök har visat att halten av cellulosa är inte tillräckligt i hög de inre delarna av växten. Samma botaniker som var huvudförfattare till jordbruksdepartements rapport år 1916 skrev senare en  bok om fiberväxter där han inte alls utpekar hampa som lämplig råvara för stora mängder papper. Fram till år 1933 minskade produktionen av hampafiber i USA till 500 ton per år. Sedan började odlingen öka men låg fortfarande på en väldigt låg nivå jämfört med tidigare. En del av 1934 och 1935 års skörd blev kvar på fälten i åratal i stackar. Dessa stackar blev enligt Anslinger och hans medarbetare en källa för langare av marijuana. FBN tog stickprov på olika typer cannabis och hampa för att studera drogeffekten, men resultaten var förbryllande. På 1930-talet kände kemisterna hos FBN inte till någon metod för att mäta procenthalten av THC i ett stickprov. (Idag kan en jordbrukare i Sverige helt lagligt odla hampa med högst 0,3 % THC om han följer vissa regler; en sådan lagstiftning hade inte varit möjlig att tillämpa på 1930-talet eftersom det inte gick att mäta procenthalten.) Först 1964 lyckades en kemist identifiera och isolera THC-molekyler.  Vissa av Anslingers kritiker har senare hävdat att fanns helt andra motiv än ovanstående bakom restriktionerna för hampaodling som att producenter av andra fibrer och tobaksproducenterna i sydstaterna blev rädda för förlust av marknadsandelar om odlingen av hampa började växa kraftigt. Andra hävdar att grundläggande orsaken till hampans tillbakagång var att den blev utkonkurrerad av andra mer lönsamma grödor, så upphörde nästan odlingen av hampa i många delar Sverige redan före 1920-talet. I USA och andra länder uppfanns nya maskiner för att effektivisera skörden men ingen av dessa fungerade helt tillfredsställande i kommersiell drift.

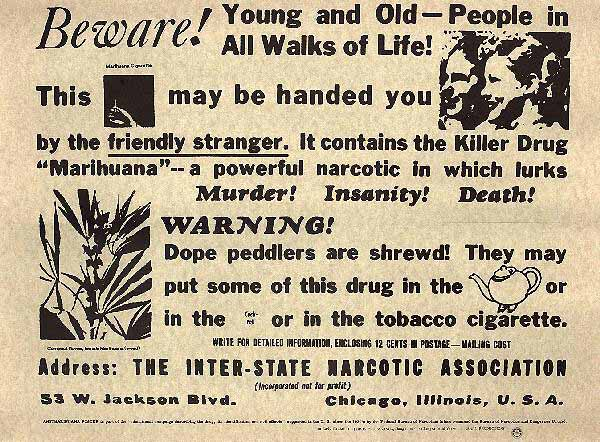
Pamflett från den statliga drogbyrån i USA, cirka 1930.

Några propagandafilmer som visades runt om i USA under 1930-talet för föräldraföreningar, politiker och kyrkoledare är Reefer Madness, Assassin of Youth och Marihuana. Förbudsivrare framställde ofta marijuana som direkt ledande till kriminalitet och promiskuitet. I filmerna framfördes överdrifter och felaktiga påståenden som vid tiden var typiska i debatten, vilket långt senare bidrog till att underminera den amerikanska allmänhetens förtroende för lagstiftningen mot cannabisanvändning. När filmerna kom sågs de dock av relativt få personer, en stor publik fick de först när de blev uppmärksammade som kultfilmer på 70-talet.
På anmodan av Anslinger antog kongressen The Marihuana Tax Act 1937. I kongressförhören hördes ett flertal olika experter och olika rapporter som stödde förslaget presenterades. Anslinger, som var den som uttalade sig flitigast, pekade bland annat på inkonsekvensen att USA inte följde de internationella avtal om cannabis som de själva understött, att alla delstaterna redan antagit olika lagar som riktade sig mot handel med cannabis för olämpliga ändamål och att medicinsk användning av cannabis i stor utsträckning blivit anakronistisk då det tillkommit nya mer pålitliga läkemedel (som aspirin). Han anförde också ett flertal anekdoter om mord, moraliskt förfall och galenskap.
Lagen innebar en federal punktskatt på handel med cannabis, då det var det enda konstitutionsenliga vis på vilket den federala nivån kunde lägga sig i delstaternas politik på området. Lagen innebar i praktiken en allmän skärpning av straffen för handeln med cannabis; handeln var ju redan till stor del illegal på grund av delstaternas lagstiftning, se ovan om The Uniform State Narcotic Act. Samma år, 1937, ansåg hälsomyndigheten Food and Drug Administration "att cannabis kan konsumeras under en relativt lång period, utan att medföra sociala eller känslomässiga rubbningar. Marijuana är vanebildande precis som kaffe, te och socker ...".
År 1968 slog högsta domstolen fast att The Marihuana Tax Act stred mot femte tillägget; inbetalade av skatten innebär att man erkänner ett brott; att följa en lag och med det bevisa ett annat brott gör lagen konstitutionsvidrig. Som följd instiftade kongressen ersättande lagar som Comprehensive Drug Abuse Prevention and Control Act och Controlled Substance Act av 1970.

#### Legalisering
Efter en folkomröstning i december 2012 legaliserade delstaterna Colorado och Washington cannabis från den 1 januari 2014. I delstaten Oregon sade folket nej till marijuana i en folkomröstning 2012. I april 2013 blev försäljning tillåten enligt delstatslagen i Kalifornien (det finns dock städer och kommuner i Kalifornien som antagit lokala förbud mot försäljning). Enligt federal lag är innehav och försäljning av cannabis fortfarande ett brott i alla delstater. I Kanada legaliserades cannabis den 17 oktober 2018 efter att man tidigare under året röstat ja till ”The Cannabis Act” i det kanadensiska parlamentet. Den kanadensiska regeringen klargjorde att de främsta syftena för legaliseringen var att minska tillgången för cannabis hos ungdomar, radera den illegala handeln av drogen och värna om folkhälsan.

##### Colorado
I Colorado legaliserades cannabis för fritidsbruk och det blev tillåtet att ha upp till 12 plantor hemma för privat bruk.
Fem år efter Colorados legalisering av cannabis konstaterades att den svarta marknaden för drogen hade ökat, istället för att minska som legaliseringsförespråkarna hävdat. Den svarta marknaden domineras huvudsakligen av kubanska brottssyndikat, men även karteller från Vietnam och Kina är aktiva. Den transnationella brottsligheten medförde även en ökad tillgång på andra droger i delstaten som kokain, heroin och meta-amfetamin.

#### The War on Drugs
Den federala nivån i USA är anhängare av nolltolerans mot all narkotika och har bedrivit något som kallas the War on Drugs.  Obama-administrationen har slutat att använda begreppet "War on Drugs" eftersom de anser att själva begreppet är kontraproduktivt. Antinarkotikalagarna är samma som tidigare.  I praktiken har toleransen för innehav för eget bruk och användning av cannabis varierat över tiden. Cannabisanvändningen i USA ligger i genomsnitt på en betydligt högre nivå än i Europa och i enskilda delstater kan man vara mer eller mindre tolerant när det gäller cannabis för eget bruk. Enligt domar i USA:s högsta domstol, till ex United States v. Oakland Cannabis Buyers' Cooperative, så tillåter inte federal lag undantag mot Controlled Substances Act ens av "medicinsk nödvändighet". Från år 2001 och framåt har man i USA kunnat konstatera en minskning av antalet cannabisanvändare bland tonåringar med 25 %. Fler än 2000 särskilda drogdomstolar har det senaste årtiondet inrättats, som efter ett år kan ge åtalseftergift åt ungdomar för mindre narkotikabrott om den dömde följt domstolens instruktioner under året, till ex deltagit i ett behandlingsprogram.  Av dem som sitter i fängelse sitter mindre än 1 % inne enbart på grund av innehav av cannabis. En mycket stor skillnad mellan USA och Sverige är att USA har cirka tio gånger fler fångar per invånare.

### Cannabisrörelsen
I många länder finns det cannabispositiva rörelser, vilka framhåller de positiva aspekterna och kämpar för dess legalisering. Sedan 1999 hålls årligen Global Marijuana March i många länder, som är en marsch till stöd för cannabiskulturen och för rätten till alternativa livsstilar. Det finns även i många länder rörelser som kämpar mot legalisering av cannabis, en del av dem (139 organisationer i 46 länder, april 2014) har samlats inom World Federation Against Drugs

## Effekter av cannabisbruk

### Ruseffekter
Ruseffekterna består i bland annat selektiva störningar av kognitiva funktioner såsom minne, inlärning, motorisk förmåga, reaktionstid och uppmärksamhet (dessa störningar hör dock ihop med ruset i sig):
- Lätt eufori (eller stor, beroende på sorten av cannabis)
- Avslappning
- Tachykardi (rusets första 20 min)
- Bradykardi
- Torra slemhinnor
- Törst
- Lätt utvidgade pupiller och röda ögon
- Ökad aptit/Falsk hunger
- Lätt erotiserande och afrodisierande
- Ökad uppskattning av ljud och beröring
- Förändrad tidsuppfattning

Effekterna börjar vanligen märkas efter någon minut upp till 10 minuter efter rökning eller vaporisering. Vid oral konsumtion (kan även ske via dryck eller mat) kan de dröja 30–300 minuter. Ruseffekterna kan kvarstå upp till 12 timmar, liksom med alkohol, och kännetecknas bland annat av eufori, förändrad tidsuppfattning, försämring av korttidsminnet och milda perceptionsförändringar rörande färger, former och ljud. 
Under den första fasen, 1–30 minuter efter intag, tenderar tankarna att flöda. Denna fas är präglad av THC, som har en kortare verkningstid än CBD. När den släpper, träder de mer sedativa verkningarna hos CBD in. Trots många gemensamma kännetecken är cannabisrusets karaktär i hög omfattning beroende av individuella inre och yttre omständigheter i samband med intaget.
Cannabinoider, som THC, stimulerar specifika receptorer i det centrala nervsystemet, som kallas för cannabinoidreceptorer. Receptorernas endogena (kroppsegna) agonister kallas endocannabinoider, varav den viktigaste är anandamid. Dessa spelar en viktig roll vid modulationen av synaptiska processer.
Enligt CAN inkluderar vanliga biverkningar ångest, panikkänslor och förföljelsemani och är något som sägs vara speciellt vanligt hos nya brukare. Huruvida cannabis i sig skapar dessa känslor är dock omstritt, vissa anser att dessa känslor istället kan vara sammankopplade med drogens illegala status, och att en rädsla för att bli fasttagen kan driva på ångest och liknande känslor.[källa behövs]
Cannabisbruk kan spåras med billiga analysmetoder sedan det akuta ruset upphört; med urinprov upp till cirka 3–4 veckor vid enskilda användningar, upp till cirka 6 veckor med urinprov vid långvarig användning och upp till 3 månader med till exempel ett hårprov och andra mer avancerade metoder.

### Påverkan på hormoner
Delta-9-tetrahydrocannabinol ökar i likhet med alkohol utsöndring och upptag av dopamin i pannlobens yta. På samma ställe har man uppmätt höga statiska halter av dopamin hos schizofrena, man har även sett förhöjda halter av anandamid, en kroppsegen cannabinoid.
Marijuana hämmar bland annat utsöndringen av vasopressin och oxytocin från neurohypofysen. Cannabis hämmar utsöndringen av hormoner som bildas i adenohypofysen, nämligen prolaktin, TSH, gonadotropin, och tillväxthormon. Det är möjligt att cannabis verkar direkt på hypofysen, vilket det saknas belägg för. Däremot har det visat sig att cannabis verkar på hypotalamus. Hypotalamus bildar hormoner som frisätter andra hormoner i adenohypofysen, vilket är den troligaste förklaringen till de endokrina reaktionerna på cannabis. Påverkan på hypotalamus innebär samtidigt att cannabisrus aktiverar stressaxeln. Dock förekommer motstridiga forskningsresultat om huruvida stressaxeln blir överaktiv eller underaktiv av cannabis.

### Psykoser

Jämförelse av olika droger angående skadan och beroendet.

Cannabis (THC) kan ibland orsaka ett negativt rus som kan övergå i förvirringstillstånd. Det är mycket individuellt hur mycket cannabis en person klarar, enligt stress - sårbarhetsmodellen. I regel går det över när cannabisruset upphör. Det är en vedertagen uppfattning bland svenska rättsmedicinare och psykiater inom missbruksvård att cannabis kan utlösa panikattacker och även psykoser hos somliga. En uppfattning är att cannabis inte "skapar" psykosen från ingenstans, utan snarare att en latent eller vilande psykos utlöses.
Inom rättsmedicin och psykiatri är drogutlöst psykos en standarddiagnos. En psykotisk person har ett påtagligt defekt upplevande av verkligheten, oftast utan sjukdomsinsikt. I Sverige och många andra länder kan en akut psykos därför leda till tvångsinläggning på en psykiatrisk klinik.
Det finns vetenskapliga undersökningar som tyder på att cannabiskonsumtion ger en måttligt förhöjd risk för psykotiska symptom bland unga människor, medan risken ökar betänkligt hos personer som har en sårbarhet för psykoser. Det är dock inte bevisat om detta beror på att cannabis orsakar de psykotiska symptomen. Ny forskning har även visat att cannabis rik på cannabidiol (CBD) tycks motverka bieffekterna från intag av THC.
I en studie som publicerades i The Lancet oktober 2007 med titeln "Cannabis use and risk of psychosis in later life" drar författarna slutsatsen att cannabiskonsumtion eventuellt kan öka risken för psykos med ca 40 %, och att ett återkommande användande av drogen ökar risken med 50–200 %.

### Amotivation och cannabis
Cannabismissbruk kan leda till likgiltighet och oförmåga. Forskare har kommit att kalla letargi bland cannabisbrukare för amotivation. Amotivationssyndrom har kommit att ses som ett av huvudproblemen med cannabis.
En studie publicerad i april 2014 baserad på mätningar med magnetkamera visade att måttligt rökande av cannabis minskar storleken på delar av hjärnan som är viktiga för motivation och empati. Avvikelsen var relaterad till hur mycket personen rökte cannabis.

### Posthallucinatorisk perceptionsstörning
Cannabis, likt andra hallucinogena droger, kan orsaka den i många fall förödande neurologiska störningen HPPD (Posthallucinatorisk perceptiosstörning) som kan uppträda direkt efter bruket eller månader efteråt. HPPD leder till att individen får ihållande visuella störningar som kan sitta i åratal, i vissa fall resten av livet. De vanligare är visuella hallucinationer, visual snow (synbrus), efterhängande spår och bilder (palinopsia), auror runt objekt, kraftigt långsammare justering till mörkerseende, Mikropsi-makropsi (allt ser litet eller stort ut), ghosting (en form av dubbelsyn) och Photophobia (ljuskänslighet). Många drabbade får också icke-visuella symtom som en hjärndimma, tinnitus, ett tryck i huvudet, derealisation och depersonalisation samt ångestsyndrom, även mycket livliga drömmer har rapporterats.

### Ångest
En australiensisk långtidsundersökning kom fram till att det finns ett klart samband mellan tidig debut och hög konsumtion av cannabis och problem med ångest och depression. Detta oberoende av bakgrund och familjesituation. För dem som testat cannabis före 15 års ålder, och vid 21 brukade det ofta, rapporterade nästan tre och en halv gånger fler än i kontrollgruppen symtom på ångest och depression.
Kanadensiska forskare har i djurförsök kommit fram till att råttor drabbas av en ej reversibel ökning av ångest och stresskänslighet om de hade utsatts för en daglig tillförsel av cannabis vid den ålder som är råttornas motsvarighet till människans tonår. Mekanismen för att ta emot signaler mellan nervcellerna via serotonin försämras och känsligheten för stress ökar. För fullvuxna råttor som utsattes för cannabis märktes ingen förändring.
En fransk undersökning av både hög- och lågintensiva cannabiskonsumenter funna i ett slumpmässigt urval av universitetsstudenter fann dock ingen signifikant koppling mellan konsumtion av cannabis och ångest i det dagliga livet. Man kunde inte finna några bevis för att cannabis skulle kunna skapa eller bota ångest. Däremot upptäcktes det att ett betydande antal av de undersökta studiedeltagarna verkade uppleva agorafobi (torgskräck) i samband med cannabis, men det troddes inte bero direkt på cannabis utan på förväntad ångest efter tidigare panikupplevelser i sådan miljö.

### Bilkörning
En undersökning i samarbete mellan flera franska sjukhus, publicerad 2003, jämförde förekomsten av droger hos olycksförare med förekomsten hos en kontrollgrupp som inte råkat ut för olyckor. Risken för en dödsolycka är under ruset nästan dubbelt så stor för en förare som rökt cannabis än för den som är helt nykter; jämförelsevis är den åtta och en halv gånger större om föraren är alkoholpåverkad. Om föraren var påverkad av både alkohol och cannabis ökade risken 15 gånger enligt undersökningen.

### Cannabis och fosterskador
Man har i olika studier observerat att olika koncentrationssvårigheter, hyperaktivitet och andra inlärningssvårigheter är vanligare hos barn vars mödrar rökte cannabis under graviditeten. 
Senare forskning från Karolinska Institutet under Tibor Harkany har gjort observationer viktiga för förståelsen av fosterskador hos barn till cannabisrökande mödrar: för att hjärnans nervceller ska kunna utvecklas och växa ihop med varandra på ett korrekt sätt måste de guidas av kemiska signaler som skickas ut från omgivande nervceller. Forskarna har nu upptäckt att endogena, dvs. kroppsegna, cannabinoider spelar en oväntat viktig roll då nervcellerna i hjärnbarken slutligen kopplas ihop med varandra. Endogena cannabinoider utövar sin aktivitet genom att binda till samma receptor på hjärnans nervceller som cannabissubstansen THC binder till. En del av förklaringen kan enligt forskarna ligga i att THC leder nervcellerna vilse hos det växande fostret så att de inte kopplas ihop som de ska. Cannabis gör samma sak som de kroppsegna ämnena men vid fel tid och på fel plats.

### Effekter på skolresultat
Tre studier i Australien och Nya Zeeland visade en tydlig dosrelaterad samvariation mellan rökning av cannabis före 17 års ålder och ökad risk för att inte fullfölja gymnasiet, ökad risk för depressioner senare i livet, ökad risk för cannabisberoende, ökad risk för användning av andra illegala droger och ökad risk för självmord.

## Cannabisberoende, missbruk och behandling
Traditionellt har cannabis inte klassats som en beroendeframkallande drog eftersom kraftiga fysiska abstinenssymtom normalt inte uppstår om användaren slutar. Emellertid har det alltid funnits cannabisberoende och från och med fjärde upplagan (1994) av American Psychological Associations standardmanual för diagnoser inom psykiatrin, Diagnostic and Statistical Manual of Mental Disorders (DSM-IV) används i manualen begreppet substansberoende (substanse dependence) för att fånga in bland annat cannabisberoende.
Substansberoende, eller cannabisberoendesyndrom (cannabis dependence syndrome), kan enligt DSM-IV finnas även om fysiologiska abstinenssymtom helt saknas.. Alla kriterier som räknas upp i DSM-IV behöver inte vara uppfyllda, det räcker med att minst tre av dem uppfyllts vid något tillfälle under de senaste 12 månaderna. Några exempel på kriterier är en toleransökning, att man brukar mer än man tänkt samt att man inte kan dra ner eller kontrollera intaget, att man förlorar kontrollen och har problem att delta i vardagliga aktiviteter och/eller fortsätter bruka trots insikt om missbrukets (negativa) sidor.
Tolkningar av en stor riksomfattande amerikansk undersökning visade att 9,1 % av alla som någon gång under sin livstid provat cannabis utvecklar beroende enligt kriterierna ovan. När det gäller dagligbrukare finns det undersökningar som något mindre än hälften uppfyller kriterierna för cannabisberoendesyndrom. De som möter kraven konsumerar generellt både mer cannabis, mer alkohol och annan narkotika än den hälft som inte upplever de negativa symptom som krävs för att kallas cannabisberoende. Cannabisberoendesyndrom är ovanligt bland dem med ett sporadiskt intagsmönster.
Man har i djurförsök vid universitetet i Nottingham lyckats skapa kraftiga abstinenssymtom vid införandet av inhibitatorer, som tränger undan cannabinoiderna från hjärnans receptorer. Resultaten är dock av tvivelaktigt värde då cannabinoida antagonister inte administreras till cannabisbrukare, utan att de istället utifrån uppbyggda reserver i fettvävnaden går en mjuklandning till mötes.
Vissa milda och kortlivade utträdessymtom verkar dock förekomma ymnigt bland långvariga konsumenter som lägger av, bland annat tremor, rastlöshet, svettningar och insomnia. Självmedicinering för att undvika dessa kan mycket väl ligga till grund för fortsatt bruk.
Den svenska psykologen och forskaren Tomas Lundqvist pekar på övergående dysfori som kan uppkomma vid avhållsamhet hos cannabismissbrukare och menar att motivationen till fortsatt bruk består i ett försök att återställa en känsla av normalitet genom det aktiva ruset.

### "Inkörsport" till tyngre droger
Den så kallade gateway-teorin hävdar att cannabis leder till ökad risk för att börja med starkare och farligare droger (till ex. kokain, heroin). 
Studier har funnit vissa korelleringar gällande olaglig cannabis och missbruk av andra olagliga droger. Trots det går det ännu inte att konstatera att cannabis i sig är en betydande faktor gällande introduktionen av tyngre droger. Det finns också studier som påpekar att alkohol och nikotin fungerar som en inkörsport till tyngre droger.

### Missbruk av cannabis
Många som röker cannabis kan sluta röka utan professionell hjälp. Ibland kan det dock finnas behov av avvänjning och behandling i samband med cannabisrökning. Individer som söker hjälp för att sluta med sin användning gör det oftast först när ett missbruk eller beroende är ett faktum och när individen upplever allvarliga problem med sitt missbruk i form av förlorad kontroll över missbruket, psykosociala problem och psykiatrisk ohälsa.

#### Riktlinjer vid behandling
Socialstyrelsens nationella riktlinjer för missbruks- och beroendevården som utfärdades 2015 lyfter fram att det är viktigt att behandling av cannabismissbruk eller beroende alltid ska vara inriktad på omedelbar avhållsamhet från cannabis samtidigt som psykosocial behandling ska sättas in. De psykosociala behandlingar som har visat sig mest effektiva bygger på kognitiva, beteendeterapeutiska metoder och tekniker. Eftersom skadlig cannabisanvändning är vanligast bland yngre personer, gör Socialstyrelsen gällande att stödinsatser också bör erbjudas till deras anhöriga. Trots att effektiv professionell hjälp finns visar forskningen att det endast en liten del av individer som uppfyller kriterierna för cannabismissbruk eller beroende som söker hjälp för att upphöra med missbruket.
Ur Socialstyrelsens rekommendation står att läsa: “Cannabis är den vanligaste illegala drogen som används i dag. Av samtliga personer som bedömts ha ett missbruk eller beroende av narkotika beräknas cirka 60 procent ha använt cannabis under det senaste året. Risken att utveckla ett beroende av cannabis anses dock vara låg, under 10 procent. Risker förknippade med cannabisanvändning är främst relaterade till social och psykologisk funktion. Långvarig eller regelbunden användning av cannabis kan också medföra risker både för den fysiska och psykiska hälsan. Risker med cannabisanvändning inkluderar bland annat psykossymtom, nedsättning av kognitiva funktioner och störning av psykomotoriska funktioner.” Och senare i texten: “Enligt Socialstyrelsens rekommendation bör hälso- och sjukvården och socialtjänsten erbjuda KBT eller återfallsprevention med tillägg av motiverande samtal eller MET. Avgörande för rekommendationen är att åtgärden har en måttlig effekt.”

#### Nätverk för behandlare
Det nationella cannabisnätverket är ett rikstäckande nätverk av över 400 behandlare som i sitt arbete med cannabisrökare använder sig av HAP och CPU som behandlingsmetod. Nätverket bildades 2000 och träffas vid årliga konferenser för att utbyta erfarenheter och ta del av ny forskning inom verksamhetsområdet, samt tillhandahåller utbildning i behandlingsmetoderna. Man har vid flera tillfällen även anordnat nationella konferenser om cannabis med stöd av medel från Folkhälsomyndigheten.

#### Haschavvänjningsprogrammet (HAP)
Under 1980-talet utvecklade Thomas Lundqvist och Dan Ericsson vid Rådgivningsbyrån i Lund en metod för haschavvänjning i öppenvård, vilken beskrevs i boken “Vägen ut ur haschmissbruket”. Den metod som utvecklades, Haschavvänjningsprogrammet (HAP), är ett väl strukturerat behandlingsprogram som är utformat utifrån de faser som man genom forskning och evidens sett att vanerökare av cannabis går igenom efter att de slutat röka. I Haschavvänjningsprogrammet träffar man en behandlare enskilt i 18 sessioner under ca 6 veckor, oftast inom ramen för en öppenvårdskontakt. Programmet innehåller såväl psykoedukation om cannabis som drog och kopplingen till försämring av vissa kognitiva funktioner, hjälp att se samband mellan tidigare cannabisintag och det egna psykiska måendet samt återfallsprevention och framtidsorientering. I programmet involverar man även anhöriga. Bedömningsformulären KASAM (bedömningsinstrument utformat utifrån Antonovskys teori om Känsla av Sammanhang) och SCL-90 ingår i programmet för att utvärdera förbättringar i samband med rökstopp samt för att identifiera eventuella resttillstånd som kan behöva hänvisas vidare inom specialistvård.
Haschavvänjningsprogrammet som en behandlingsinsats som kan erbjudas inom sjukvården och socialtjänsten vid cannabismissbruk/-beroende. Socialstyrelsens kommentar till gradering 6 (att metoden kan erbjudas) är att: "Det vetenskapliga underlaget är otillräckligt, men åtgärden har stöd i beprövad erfarenhet enligt ett systematiskt konsensusförfarande. Åtgärden innehåller också inslag av metoder som är inkluderade och rekommenderas i riktlinjerna, det vill säga motiverande samtal (MI) och KBT."
Under senare år har en variant av Haschavvänjningsprogrammet utvecklats för att bättre möta behoven hos ungdomar i tidigare skede av cannabisanvändning och deras anhöriga. Cannabisprogram för unga (CPU) består liksom HAP av psykoedukation kring cannabis men även av familjearbete, man varvar under de 6 veckor som programmet pågår enskilda samtal med ungdomen med familjesamtal.  En pilotstudie har genomförts under 2015 för att få en bild av programmet fungerar i praktiken. Även CPU finns med i Socialstyrelsens nationella riktlinjer under gradering 6, att metoden kan användas som insats vid användning, missbruk eller beroende av cannabis hos ungdomar under 18 år.

#### Internetbaserad intervention vid cannabisrökning
Under 2015 påbörjade forskare vid Centrum för psykiatriforskning, Karolinska Institutet ett projekt med internetbaserad intervention vid cannabisrökning. Syftet med studien är att undersöka huruvida ett internetbaserat program kan fungera som komplement och/eller alternativ för personer som vill förändra sin användning av cannabis men som av någon anledning inte söker sig till den konventionella vården. I det internetbaserade programmet arbetar användaren självständigt med behandlingsuppdrag och får vid behov stöd av en rådgivare via e-meddelanden. Programmet pågår under 2016 och är fortfarande öppet för deltagande via länken ovan.

## Medicinsk cannabis

Juridisk status i världen för medicinsk cannabis
Laglig efter läkares underskrift
Laglig, ingen läkarunderskrift krävs

Cannabis har använts som medicin i många tusen år. Bland hinduiska ayurvedaläkemästare och i islamisk tibbi lär man patienter att inta cannabis oralt mot smärtsamma sjukdomar som malaria och andra åkommor som reumatism. Cannabis har använts som ett afrodisiakum i så skilda tillämpningar som för nygifta och till märrar innan de skulle betäckas.
Den västerländska läkekonsten fick upp ögonen för cannabis i mitten av 1800-talet och användes som allmän mirakelmedicin mot en rad åkommor och fanns som ingrediens i många tinkturer som påstods vara välgörande. När moderna läkemedel kom, som bland annat aspirin började de legitima användningsområdena krympa. I 1912 års upplaga av Nordisk Familjebok beskrivs cannabis som övergiven av den "moderna läkekonsten".
På senare tid har de medicinska användningsområdena av cannabis på nytt blivit uppmärksammade. Ofta rör det sig då om renad cannabis eller syntetiskt framställt THC (dronabinol) som får kontrollerat innehåll. Men det förekommer även i form av marijuana med kontrollerad halt THC. I en del länder tillåts medicinsk användning. Enligt den amerikanska organisationen The Marijuana Policy Project är cannabis ett utmärkt läkemedel för bland annat cancer- och AIDS-patienter, som ofta lider av depression, och mot illamående och efterföljande viktnedgång som ett resultat av kemoterapi och andra aggressiva behandlingsformer. Det hävdas att cannabis gör dessa behandlingar mer uthärdliga. Den dämpande effekten mot illamående hjälper också mot åksjuka, för personer med hyperhidros och även mot bakfylla. USA:s läkemedelsverk US Food and Drug Administration anser däremot att rökning av cannabis helt saknar medicinskt värde.
För att få registreras och säljas som läkemedel måste ett preparat vara bevisat verksam mot den sjukdom som skall behandlas, inte skada mer än hjälpa, distribution och tillverkning måste ske under noggrann kontroll och kraftigt verkande substanser får i Sverige bara skrivas ut av läkare med så kallad särskild förskrivningsrätt.. Dessutom jämförs medlet med andra preparat. I Sverige anses cannabis för närvarande inte uppfylla kraven för någon sjukdom. Hur oraffinerade växtdelar med naturligt varierade sammansättning skall tas upp på sådan lista är dock oklart. Flera länder har cannabinoider upptagna i listan över läkemedel med särskild förskrivningsprövning. Tyskland har godkänt cannabisextrakt som en del i behandlingen av en svårt MS-sjuk kvinna i München.
Det finns inga klara bevis för att cannabis hjälper till att minska risken för att få cancer. Om det skulle vara så att rökning av cannabis ökar risken är svårt att fastställa eftersom de flesta användare kombinera med rökning av tobak och detta försvårar forskning.

### Laglig användning i Sverige
Tetrahydrocannabinol (THC) är den psykoaktiva ingrediensen i Cannabis sativa och är enligt narkotikastrafflagen (1968:64) olaglig att både bruka och inneha. Hampa-produkter som utvinns ur EU-godkänd industrihampa är trots små mängder THC lagliga att sälja och konsumera. För att förenkla kan vi[källa behövs] säga att den låga THC nivån som finns i industrihampan är ett undantag i narkotikadefinitionen.
Den EU-godkända industrihampan innehåller helt naturligt närmare 80 olika cannabinoider. Några av dem mer kända är THC, THCA, CBG, CBD och CBDa.
Odling av industrihampa är reglerad av EU, den myndighet som hanterar det i Sverige är Jordbruksverket. Det finns vissa regler kring industrihampa varav de primära är att det ska vara av en godkänd sort samt att halten av THC inte får överstiga 0,2 %. Följande citat härstammar från Statens officiella utredning 2016:93
- Industrihampa är i dag undantagen narkotikadefinitionen. Något förenklat kan industrihampa beskrivas som vissa specifika sorter av cannabis (sida 30)
- ”De hampsorter som är tillåtna att odla har en THC-halt på högst 0,2 procent, vilket har ansetts erbjuda ett tillräckligt skydd vad gäller människors hälsa." (sida 303)
- ”Industrihampa är att betrakta som en jordbruksprodukt. Att sådan hampa sprids i olika försäljningsled, antingen som råvara, mellanprodukt eller slutprodukt, måste ses som en naturlig del i verksamheten och marknaden för industrihampa. Sådan behörig hantering som härrör till odlingen eller dess följande försäljningsled, som t.ex. transport eller förpackning av industrihampa, måste därför tillåtas.” (sida 310–311)

### Smärtbehandling i sjukvården
Viss behandling med cannabis som smärtlindring med mera förekommer, men det finns mycket delade meningar bland forskarna huruvida cannabis kan minska smärta och i så fall även vilken sorts smärta som cannabis kan påverka, samt vilka biverkningar cannabis kan ge på kort och lång sikt.
2021 angav den multiprofessionella och multidisciplinära globala smärtorganisationen The International Association for the Study of Pain (IASP) i ett "Position statement" att "Det råder brist på evidens från högkvalitativ forskning och detta stöder inte allmän användning av cannabinoider mot smärta".
Vidare konstaterar Statens beredning för medicinsk och social utvärdering i SBU Kommenterar publicerad 11 apr 2024 att "Kunskapsläget för läkemedel som innehåller substanser från cannabis är osäkert och mer forskning behövs".
2024 anger Janusinfo:s Expertgrupp, i ett sedan 2021 uppdaterat dokument, att "Kunskapsläget är otillräckligt för att rekommendera ett specifikt cannabispreparat vid ett specifikt smärttillstånd".
I en mycket omtvistad debattartikel i Läkartidningen i februari 2024 anger författaren att "det [i USA] finns evidens för behandling med cannabispreparat mot smärta, med acceptabla risker för biverkninger" (utifrån Assistant Secretary for Health Rachel L Levine’s "review" of the evidence and FDA’s recommendation for the recommendation to reschedule marijuana into Schedule III of the Controlled Substances Act) och debattartikelörfattaren anger även att "Medicinsk cannabis är inte effektiv vid alla typer av smärta, men kan vara ett verktyg för behandling av långvarig smärta med bättre säkerhetsprofil än opioider." (utifrån en "systematic review" and network "meta-analysis" of randomised clinical trials). Dock anges i exempelvis Praktisk medicin att "Opioider utgör undantagsbehandling vid långvarig icke cancerrelaterad smärta".